# Костел Святого Шарбеля (Байківці)
Костел Святого Шарбеля в Байківцях — культова споруда, римо-католицький храм, пам'ятка архітектури місцевого значення (охоронний номер 230) в селі Байківцях Тернопільської области України.

## Історія
У 1901 році коштом Леона Подлеського збудовано дерев'яну каплицю. Її в 1930-х роках замінив мурований костел у Старих Байківцях, споруджений завдяки їх власникам Марії та Юліушу Фредбергів та власникам Нових Байківців родині Несоловських. Восени 1937 року святиню посвятили.
Костел зберігся в порівняно непоганому стані і переданий в користування церкві. 27 вересня 2020 року його освятив архієпископ Мечислав Мокшицький за участю єпископів Едварда Кави та Броніслава Бернацького. Під час урочистостей в храмі було інтронізовано мощі святого Шарбеля.